# Орден Корони Румунії
О́рден Коро́ни Руму́нії (італ. Ordinul Coroana României) — орден Румунського королівства.

## Історія
Орден було засновано 14 березня 1881 королем Румунії Каролем I як нагороду за видатні заслуги перед королівством. Статут і правила носіння ордена були прийняті і набули чинності дещо пізніше дати його офіційної установи — 10 травня 1881.
19 грудня 1939 засновано жіночий варіант ордена.
27 квітня 1941, після початку в Румунії загальної мобілізації, були скасовані певні Статутом тимчасові рамки між нагородженням орденом одного ступеня та поданням до більш високого ступеня.
У 1947 році, після зречення короля Міхая I від престолу, орден скасували.

## Ступені
Орден мав п'ять ступенів:
- Кавалер Великого Хреста
- Кавалер Великого Офіцерського Хреста
- Командорський Хрест
- Офіцерський Хрест
- Лицарський Хрест

|                              |                   |  |  |               |
| Перша до 1932 р. Друга після |                   |  |  |               |
| До 1932 року                 |                   |  |  |               |
| Лицарський хрест             | Офіцерський хрест |  |  |               |
| Після 1932 року              |                   |  |  |               |
| Лицарський хрест             | Офіцерський хрест |  |  | Великий хрест |